# يثع بن حزائيل ملك العرب
الملك يثع بن الملك حزائيل هو أحد ملوك مملكة قيدار والذي تولى الحكم بعد وفاة والده، وكانت المملكة في عهده تابعة للدولة الآشورية وهو ما تسبب في قيام ثورة ضده أخمدتها جيوش الملك آسرحدون (681 قبل الميلاد ~ 669 قبل الميلاد)، ولكن الملك يثع ثار لاحقاً على آسرحدون ولكنه هزم واضطر للهروب حتى عهد آشوربانيبال (668 قبل الميلاد ~ 627 قبل الميلاد)، وفي عهده طلب منه أن يصفح عنه وهو ما حصل لكن يثع أخل مرة أخرى بشروط الملك فعاقبه آشوربانيبال بأن جعله حارساً لبوابة نينوى وشق فكه وربطه بحبل.

## المصدر
- موسوعة المملكة العربية السعودية: منطقة الجوف: التطور التاريخي: عصور ما قبل الإسلام.